# André Deveaux
André Deveaux (* 23. Februar 1984 in Freeport) ist ein ehemaliger bahamesischer Eishockeyspieler mit kanadischem Pass, der im Verlauf seiner aktiven Karriere zwischen 2000 und 2018 unter anderem 31 Spiele für die Toronto Maple Leafs und New York Rangers in der National Hockey League (NHL) auf der Position des Centers bestritten hat. Deveaux war der erste Eishockeyspieler, der auf den Bahamas geboren wurde und in der NHL spielte.

## Karriere
André Deveaux, dessen Familie nach Kanada zog, als er drei Jahre alt war, begann seine Karriere als Eishockeyspieler bei den Belleville Bulls aus der Ontario Hockey League (OHL), für die er von 2000 bis 2003 insgesamt drei Jahre aktiv war. In dieser Zeit wurde er während des NHL Entry Draft 2002 in der sechsten Runde als insgesamt 182. Spieler von den Canadiens de Montréal aus der National Hockey League (NHL) ausgewählt, für die er allerdings nie spielte. In den Spielzeiten 2002/03 und 2003/04 lief er für den Ligarivalen der Bulls, die Owen Sound Attack, auf. In den Jahren 2004 bis 2007 stand der Center sowohl für die Springfield Falcons aus der American Hockey League (AHL), als auch in seinen letzten beiden Spieljahren für deren Farmteam aus der ECHL, die Johnstown Chiefs, auf dem Eis, nachdem er im September 2004 als Free Agent einen Vertrag bei den Tampa Bay Lightning unterschrieben hatte, zu deren Organisation Springfield und Johnstown gehörten.
Im Februar 2007 wurde Deveaux zusammen mit Andy Delmore im Tausch gegen Stephen Baby und Kyle Wanvig zu den Atlanta Thrashers transferiert, für deren AHL-Farmteam Chicago Wolves er anschließend auflief. Mit den Wolves gewann er in der Saison 2007/08 den Calder Cup. Nach der Saison nahmen ihn die Toronto Maple Leafs als Free Agent unter Vertrag, für die er im Laufe der Saison 2008/09 sein NHL-Debüt gab. In seinem Rookiejahr in der NHL gab der Rechtsschütze in 21 Spielen eine Torvorlage. Parallel erzielte er für das AHL-Farmteam der Maple Leafs, die Toronto Marlies, in insgesamt 44 Spielen je 14 Tore und 14 Vorlagen. In der folgenden Spielzeit kam er nur noch in einem Spiel in der NHL zum Einsatz, während er für die Marlies in der AHL in 72 Spielen 41 Scorerpunkte, davon 16 Tore, erzielte. Zur Saison 2010/11 kehrte Deveaux zu seinem Ex-Klub Chicago Wolves aus der AHL zurück. Im Sommer 2011 unterschrieb er einen Einjahresvertrag bei den New York Rangers aus der NHL, wo jedoch in der folgenden Saison lediglich in neun Partien zum Einsatz kam und den Großteil der Spielzeit beim Farmteam Connecticut Whale in der AHL verbrachte. In der Saison 2012/13 spielte der Rechtsschütze für die San Antonio Rampage in der AHL, ehe er in der darauffolgenden Spielzeit nach Europa wechselte und sich Awtomobilist Jekaterinburg aus der Kontinentalen Hockey-Liga (KHL) anschloss.
Nachdem Deveaux zu Beginn der Saison 2014/15 zunächst vereinslos war, heuerte er im Dezember 2014 beim schwedischen Klub Rögle BK aus der zweitklassigen HockeyAllsvenskan an. In der Playoffserie gegen VIK Västerås HK um den Aufstieg in die Svenska Hockeyligan (SHL) kam es im März 2015 zu einem Zwischenfall, in dem Deveaux während des Aufwärmens beider Teams den gegnerischen Kapitän Per Helmersson hinterrücks mit seinem Schläger angriff und ihn zu Boden riss. Da keine unmittelbare Strafe gegen den Stürmer ausgesprochen wurde, wurde der Vorfall von der Liga untersucht. Weiterhin kündigte Rögle aufgrund der Vorkommnisse an, den Vertrag mit ihm nicht über die Saison hinaus zu verlängern und Deveaux entschuldigte sich öffentlich für sein Verhalten.
In Folge des Zwischenfalls blieb der Offensivspieler die gesamte Spielzeit 2015/16 vereinslos und fand erst zum Jahresbeginn 2017 im HC Sparta Prag aus der tschechischen Extraliga einen Arbeitgeber für den Rest der Saison 2016/17. Anschließend wechselte Deveaux zu den Sheffield Steelers in die britische Elite Ice Hockey League (EIHL), wo er zwischen Oktober und November 2017 aber lediglich sechs Partien absolvierte. Nach zweimonatiger Suche nach einem neuen Team schloss er sich im Januar 2018 dem HK Dukla Trenčín aus der slowakischen Extraliga an, mit dem er am Saisonende Vizemeister wurde. Danach kehrte Deveaux nach Kanada zurück und trat in der Folge nur noch im kanadischen Amateur-Eishockey in Erscheinung.

## Erfolge und Auszeichnungen
- 2008 Calder-Cup-Gewinn mit den Chicago Wolves
- 2015 Aufstieg in die Svenska Hockeyligan mit dem Rögle BK
- 2018 Slowakischer Vizemeister mit dem HK Dukla Trenčín

## Karrierestatistik
(Legende zur Spielerstatistik: Sp oder GP = absolvierte Spiele; T oder G = erzielte Tore; V oder A = erzielte Assists; Pkt oder Pts = erzielte Scorerpunkte; SM oder PIM = erhaltene Strafminuten; +/− = Plus/Minus-Bilanz; PP = erzielte Überzahltore; SH = erzielte Unterzahltore; GW = erzielte Siegtore; 1 Play-downs/Relegation; Kursiv: Statistik nicht vollständig)